# Lepidotrigla
Lepidotrigla – rodzaj morskich ryb skorpenokształtnych z rodziny kurkowatych (Triglidae).

## Klasyfikacja
Gatunki zaliczane do tego rodzaju:
| - Lepidotrigla abyssalis - Lepidotrigla alata - Lepidotrigla alcocki - Lepidotrigla annamarae - Lepidotrigla argus - Lepidotrigla argyrosoma - Lepidotrigla bentuviai - Lepidotrigla bispinosa - Lepidotrigla brachyoptera - Lepidotrigla cadmani - Lepidotrigla calodactyla - Lepidotrigla carolae - Lepidotrigla cavillone - Lepidotrigla deasoni - Lepidotrigla dieuzeidei - Lepidotrigla eydouxii - Lepidotrigla faurei - Lepidotrigla grandis | - Lepidotrigla guentheri - Lepidotrigla hime - Lepidotrigla japonica - Lepidotrigla jimjoebob - Lepidotrigla kanagashira - Lepidotrigla kishinouyi - Lepidotrigla larsoni - Lepidotrigla lepidojugulata - Lepidotrigla longifaciata - Lepidotrigla longimana - Lepidotrigla longipinnis - Lepidotrigla macrobrachia - Lepidotrigla marisinensis - Lepidotrigla microptera - Lepidotrigla modesta - Lepidotrigla mulhalli - Lepidotrigla multispinosa - Lepidotrigla musorstom | - Lepidotrigla nana - Lepidotrigla oglina - Lepidotrigla omanensis - Lepidotrigla papilio - Lepidotrigla pectoralis - Lepidotrigla pleuracanthica - Lepidotrigla punctipectoralis - Lepidotrigla robinsi - Lepidotrigla russelli - Lepidotrigla sayademalha - Lepidotrigla sereti - Lepidotrigla spiloptera - Lepidotrigla spinosa - Lepidotrigla umbrosa - Lepidotrigla vanessa - Lepidotrigla vaubani - Lepidotrigla venusta |

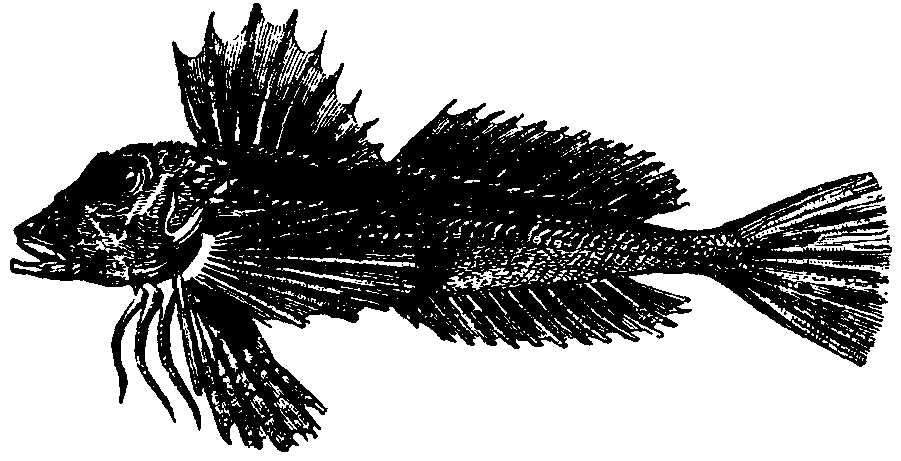
Lepidotrigla pleuracanthica